# Nickla Roberts
Nickla Ann Roberts-Byrd, meglio conosciuta come Baby Doll (Lubbock, 13 febbraio 1962), è un'ex wrestler e manager di wrestling statunitense.
Nota principalmente per il periodo trascorso nelle federazioni World Class Championship Wrestling e Jim Crockett Promotions negli anni ottanta.

## Carriera
Roberts nacque a Lubbock, Texas, da Nick Roberts e Lorraine Johnson. Entrambi i suoi genitori erano wrestler professionisti e promuovevano eventi settimanali di wrestling al Fair Park Coliseum. Durante la sua infanzia, Roberts vendeva programmi agli eventi organizzati dal padre, e fece amicizia con futuri wrestler quali Bruce e Keith Hart, e Kerry e Kevin Von Erich. Fin da bambina, la sua aspirazione fu quella di diventare una lottatrice.

### World Class Championship Wrestling (1984)
Nell'estate del 1984, sentì che il wrestler della World Class Championship Wrestling Gino Hernandez era in cerca di una valetta. Senza dire nulla ai genitori, contattò il booker della WCCW David Manning e si propose per il ruolo. Manning accettò, Roberts lasciò il college e viaggiò fino a San Antonio, Texas, per debuttare con Hernandez al Freeman Coliseum. Per il resto dell'estate si allenò con il veterano Nelson Royal.
Lottando con il ring name "Andrea, the Lady Giant" (ovvio riferimento ad André the Giant), Roberts fu presentata come in grado di dominare sul ring sia i lottatori maschi che quelli femmine. La sua gimmick prevedeva un'acconciatura "punk", succinti abiti in pelle nera, collari borchiati, e magliette di vari gruppi rock come Aerosmith e Mötley Crüe. Hernandez e Roberts ebbero un feud con Mike Von Erich e la sua manager, Sunshine.

### Jim Crockett Promotions (1985-1987)
Roberts lasciò la WCCW nel dicembre 1984. Nel febbraio 1985 entrò nella Jim Crockett Promotions (JCP), federazione affiliata alla National Wrestling Alliance. Fu introdotta come nuova manager di Tully Blanchard, "The Perfect 10" Baby Doll. Assistette Blanchard durante i suoi feud con Dusty Rhodes e Magnum T.A. Dopo che Rhodes sconfisse Blanchard per l'NWA World Television Championship a The Great American Bash il 6 luglio 1985, Roberts fu costretta ad essere la valletta di Rhodes per un mese. In questo periodo, furono mandate in onda delle scenette nelle quali Rhodes cercava di trasformarla in una "vera signora".
Nel dicembre 1985 la JCP ideò un angle per fare diventare J.J. Dillon il manager di Blanchard. Baby Doll non apparve al fianco di Blanchard per un po' di tempo e poi ritornò il 28 dicembre nel corso di un house show. Tully si confrontò con lei in un'intervista e le chiese dove fosse stata. Secondo la storyline fu rivelato che J.J. le aveva dato un biglietto per il Messico e aveva detto che era di Tully come regalo di Natale. Dillon negò e Tully colpì Baby Doll che fu poi "salvata" da Dusty Rhodes.
Durante una registrazione televisiva settimanale del lunedì sera a Greenville, Carolina del Sud, Jim Cornette e Beautiful Bobby Eaton la assalirono colpendola con una racchetta da tennis. Lei rispose introducendo il suo nuovo cliente: The Warlord. Egli ebbe una breve rivalità con Big Bubba Rogers prima di lasciare la JCP per proseguire l'addestramento. Al PPV 1986 Great American Bash del 5 luglio 1986, Roberts, Rhodes e Magnum T. A. sconfissero Cornette e The Midnight Express in uno steel cage match. Oltre che con Rhodes e Magnum T.A., si alleò anche con The Rock 'n' Roll Express e Road Warriors per combattere Cornette e i Midnight Express durante il 1986 Great American Bash Tour.
Il 23 agosto 1986 tradì Rhodes, aiutando Ric Flair a conservare l'NWA World Heavyweight Championship durante un match tra i due svoltosi a St. Louis, Missouri. Per un breve periodo fu la manager di Flair prima che la dirigenza della JCP la trasferisse a causa del suo matrimonio con Michael "Sam Houston" Smith che disapprovavano.

### Universal Wrestling Federation (1987)
Nel 1987 lasciò la JCP per trasferirsi nella Universal Wrestling Federation (UWF) insieme al marito. In questo periodo apparve anche in qualche compagnia regionale facente parte del circuito indipendente.

### Ritorno nella JCP (1988)
Nel 1988 tornò nella Jim Crockett Promotions, facendo da manager a Larry Zbyszko durante il suo feud con Barry Windham per l'NWA Western States Heritage Championship. La sua permanenza fu di breve durata poiché suo marito lavorava per la rivale World Wrestling Federation (WWF) e questo era considerato un conflitto d'interessi.

### World Wrestling Federation (1988)
Roberts sentì che la WWF voleva far ripartire la propria divisione femminile e si allenò con Nelson Royal per incrementare la sua abilità tecnica sul ring insieme alla cognata Robin Smith. Entrambe fecero il provino per la WWF, ma fu solo Smith ad essere scelta.

### Circuito indipendente (2005, 2007)
All'edizione inaugurale dell'evento WrestleReunion il 29 gennaio 2005 a Tampa, Florida; accompagnò Jeff Jarrett a bordo ring in occasione del suo match con Tully Blanchard per difendere l'NWA World Heavyweight Championship. Quindi fece da manager a vari wrestler del circuito indipendente negli anni duemila. Nel 2016 Baby Doll appearve nella Big Time Wrestling a Spartanburg, Carolina del Sud, e a Morganton, Carolina del Nord, negli incontri "Battle of the Sexes" contro Jim Cornette.

## Vita privata

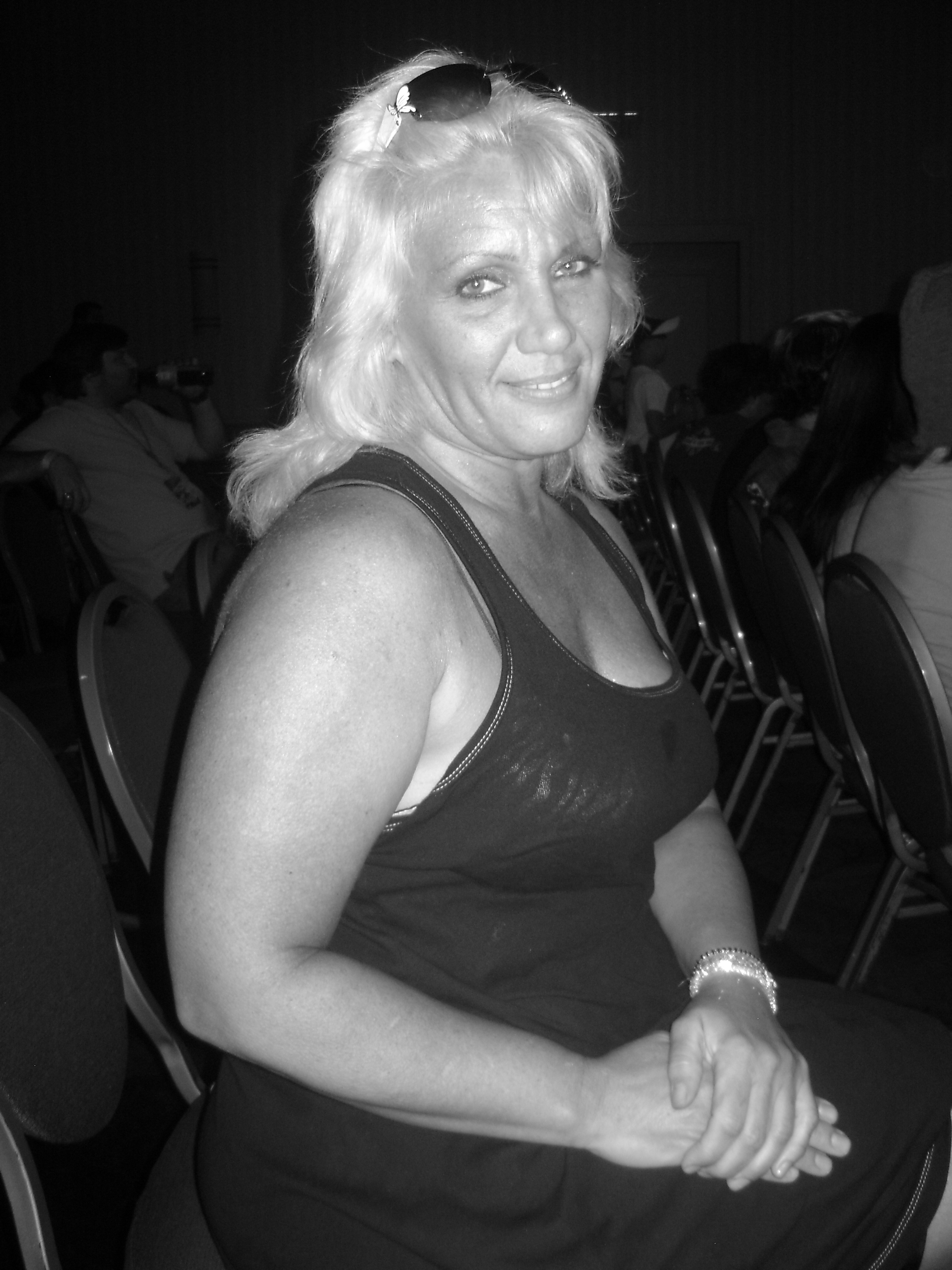
Roberts nel 2010

Roberts sposò il collega wrestler Michael "Sam Houston" Smith il 30 luglio 1986 a Lubbock, Texas. La coppia ebbe due figlie; Mikka Tyler Smith, nata nel 1991, e Mikala Joy Smith, nata nel 1992. Roberts si ritirò dal wrestling dopo la nascita della seconda figlia, scegliendo di dedicarsi alla famiglia. Lei e Smith si separarono nel 1991, si riconciliarono brevemente nel 1992 per poi divorziare nel febbraio 1995.
Il 4 luglio 2017 si è sposata in seconde nozze con Chad Byrd.

## Personaggio
Soprannome
- "The Perfect 10" (JCP)

Wrestler assistiti
- Abyss (Champions With Attitudes)
- The Barbarian (Exodus Wrestling Alliance)
- Tully Blanchard (JCP)
- Phil Brown (South Atlantic Wrestling)
- Ric Flair (WCW)
- Dick Foley (Alternative Championship Wrestling)
- Robert Gibson (West Carolina Championship Wrestling)
- Gino Hernandez (WCCW)
- Sam Houston (UWF)
- Jeff Jarrett (WrestleReunion)
- Ricky Morton (West Carolina Championship Wrestling)
- Dusty Rhodes (JCP)
- Scrap Yard Dog (Alternative Championship Wrestling)
- Rex Sterling (FIP)
- The Warlord (JCP)
- Damien Wayne (FIP)
- Larry Zbyszko (JCP)

## Titoli e riconoscimenti
- National Wrestling Alliance
  - NWA Legends Hall of Heroes (2016)[8]
- Windy City Pro Wrestling
  - WCPW Ladies Championship (1)[9]